# Aperigraptos
Aperigraptos (mittelgriechisch απεριγραπτός aperigraptós ‚un-umschrieben‘, ‚un-begrenzt‘; Gegenteil: περιγραπτός perigraptos) bezieht sich in der Bedeutung undefinierbar auf das Unsichtbare und Unendliche (Transzendenz).
Dieser Begriff wurde im Zusammenhang mit dem Byzantinischen Bilderstreit zwischen Ikonoklasten und Ikonodulen verwendet. Er bezieht sich dabei auf die Undefinierbarkeit der Natur Christi, die nach der Auffassung der Ikonoklasten folglich unmöglich in den Grenzen einer Gestalt oder Abbildung in einem zwei- oder dreidimensionalen, d. h. endlichen, Raum dargestellt werden könne und dürfe.
Johannes von Damaskus argumentierte gegen die Ikonoklasten, dass das Bilderverbot im Alten Testament mit der Unsichtbarkeit Gottes begründet sei, Jesus Christus aber nun, obwohl er die Inkarnation Gottes sei, nach dem Zeugnis der Bibel keineswegs unsichtbar, sondern ein sichtbarer Mensch gewesen sei. Indem Gott sich in Jesus Christus selbst sicht- und greifbar gemacht habe, sei das Bilderverbot aufgehoben; wer die Bilder bekämpfe, der verleugne damit die Gott-Menschlichkeit Jesu, die im Zentrum des christlichen Glaubens steht.